# Elizabethtown (Carolina do Norte)
Elizabethtown é uma cidade  localizada no estado norte-americano de Carolina do Norte, no Condado de Bladen.

## Demografia
Segundo o censo norte-americano de 2000, a sua população era de 3698 habitantes.
Em 2006, foi estimada uma população de 3844, um aumento de 146 (3.9%).

## Geografia
De acordo com o United States Census Bureau tem uma área de
12,0 km², dos quais 11,9 km² cobertos por terra e 0,1 km² cobertos por água.

## Localidades na vizinhança
O diagrama seguinte representa as localidades num raio de 20 km ao redor de Elizabethtown.